# Zygogeomys trichopus
Zygogeomys trichopus és una espècie de mamífer rosegador pertanyent a la família Geomyidae que viu per damunt dels 2.200 m d'altitud i prefereix els sòls d'alta muntanya coberts de pins, avets i verns.
És un endemisme de la rodalia del llac Pátzcuaro (Michoacán, Mèxic): concretament, del Cerro Tancitaro, el Cerro Patamban, Nahuatzen i Pátzcuaro.
L'expansió agrícola a la zona s'ha traduït en l'eliminació d'algunes zones forestals dins de l'àrea de distribució d'aquesta espècie. No obstant això, les seves principals amenaces són la competència amb Cratogeomys (el qual s'ha mogut a altituds més altes a conseqüència de la destrucció dels boscos en els vessants més baixos), el fet d'ocupar un territori de només 5.000 km² i el seu hàbitat tan fragmentat.